# Nidularium ferrugineum
Nidularium ferrugineum é uma espécie de planta do gênero Nidularium e da família Bromeliaceae. 

## Taxonomia
A espécie foi descrita em 2000 por Elton Martinez Carvalho Leme. 

## Descrição
| Fruto | Fruto         |
| ----- | ------------- |
| cor   | alvo/castanho |

## Forma de vida
É uma espécie herbácea. 

## Conservação
A espécie faz parte da Lista Vermelha das espécies ameaçadas do estado do Espírito Santo, no sudeste do Brasil. A lista foi publicada em 13 de junho de 2005 por intermédio do decreto estadual nº 1.499-R. 

## Distribuição
A espécie é encontrada no estado brasileiro de Espírito Santo. 
A espécie é encontrada no domínio fitogeográfico de Mata Atlântica, em regiões com vegetação de floresta ombrófila pluvial.